# Liste d'élections en 1970
Chronologie des élections
- 1966
- 1967
- 1968
- 1969
- 1970
- 1971
- 1972
- 1973
- 1974

Cette liste recense les élections organisées durant l'année 1976. Elle inclut les élections législatives et présidentielles nationales dans les États souverains, ainsi que les référendums.

## Commentaires généraux
En 1970, le monde demeure sous l'emprise de la guerre froide. Dans l'Union soviétique de Léonid Brejnev (juin) et en Europe de l'Est, les élections sont une pure façade, les partis communistes n'acceptant aucune candidature d'opposition. En Amérique latine, les dictatures militaires de droite et d'extrême-droite, farouchement anti-communistes et soutenues activement par le gouvernement américain de Richard Nixon, se maintiennent au pouvoir par des élections dans un climat de violence et de répressions à l'encontre des dissidents de gauche : massacres, enlèvements, disparitions forcées et usage d'escadrons de la mort. Au Guatemala (mars), l'arrivée au pouvoir de l'extrême-droite conforte l'emprise violente de l'armée sur le pays. Au Salvador (mars), le régime militaire truque les élections et conserve le pouvoir. Au Brésil et en République dominicaine, les élections sont conçues pour légitimer le régime militaire pro-américain et anti-communiste, dans un climat de violence. Au Chili, la victoire de la gauche (septembre) n'est pas acceptée par les États-Unis, qui somment en vain le Congrès chilien de refuser l'investiture au président Salvador Allende, puis soutiendront en 1973 le coup d'État qui le renverse.
La décolonisation de l'Afrique est quasi-achevée. Mais sur les onze pays d'Afrique subsaharienne qui organisent des élections en 1970, seuls cinq le font de manière démocratique. Au Lesotho, seul État africain où le parti au pouvoir est battu par le verdict des urnes, celui-ci refuse de reconnaître sa défaite, et se maintient au pouvoir par un coup d'État. Cinq pays africains ayant des élections (de façade) en 1970 sont des États à parti unique - généralement de droite, sauf en Tanzanie où le président Julius Nyerere se présente en modèle du socialisme africain. En Afrique du Sud et en Rhodésie (avril), États nommément multipartites, la minorité blanche dispose constitutionnellement d'un monopole sur le pouvoir ; les partis de droite ou d'extrême-droite se maintiennent au pouvoir en excluant de la vie politique la majorité noire de la population. À cette date, ces deux États sont au ban de la communauté internationale. L'Afrique du Sud maintient par ailleurs son emprise sur la Namibie voisine, où des élections réservées aux blancs (avril) sont censées légitimer une occupation condamnée par l'Organisation des nations unies.
Le Pakistan (décembre) fait pour la première fois l'expérience de la démocratie. Le parlement qui en résulte est fragmenté ; le pays se déchire, entraînant la guerre d'indépendance du Pakistan oriental.
En Europe de l'Ouest, enfin, l'Autriche (mars) et le Royaume-Uni (juin) connaissent une alternance au pouvoir, au moyen d'élections démocratiques.

## Par mois

### Janvier
| Date             | Pays    | Élections    | Contexte                                                                                          | Résultats |
| ---------------- | ------- | ------------ | ------------------------------------------------------------------------------------------------- | --- |
| 27 et 28 janvier | Lesotho | Législatives | Premières élections depuis l'indépendance du pays en 1966, les précédentes ayant eu lieu en 1965. | Alternance. Le Parti du Congrès du Basutoland (gauche), jusque-là principal parti d'opposition, remporte une majorité absolue des sièges. Le Parti national du Basutoland, au pouvoir, refuse de reconnaître sa défaite, et orchestre un coup d'État, annulant le résultat des élections et abrogeant le Parlement. Le roi Moshoeshoe II, qui s'oppose au coup d'État, est contraint à l'exil. Le Premier ministre Joseph Leabua Jonathan dirige le pays sans élections pendant les quinze ans qui suivent. |

### Février
| Date        | Pays          | Élections                      | Contexte | Résultats |
| ----------- | ------------- | ------------------------------ | --- | --- |
| 1er février | Costa Rica    | Législatives et présidentielle | | Alternance. Le Parti de la libération nationale (social-démocrate) conserve une majorité absolue des sièges au Parlement, et remporte aussi la présidence de la République, qu'il ne détenait pas. José Figueres Ferrer est élu président avec 54,8 % des voix.                             |
| 1er février | Liechtenstein | Législatives                   | | L'Union patriotique (droite) remporte pour la première fois une majorité absolue des sièges, mais maintient son gouvernement de coalition avec le Parti progressiste des citoyens (droite). Alfred Hilbe (Union patriotique) est nommé premier ministre, succédant à Gerard Batliner (PPC). |
| 7 février   | Samoa         | Législatives                   | Il n'existe pas de partis politiques à cette date. Seuls les matai (chefs de famille traditionnels autochtones) et la minorité de citoyens non-autochtones ont le droit de vote. | La nouvelle assemblée choisit Tupua Tamasese Lealofi IV pour le poste de premier ministre. Il succède à Mata'afa Mulinu'u II. |

### Mars
| Date          | Pays      | Élections                      | Contexte | Résultats |
| ------------- | --------- | ------------------------------ | --- | --- |
| 1er mars      | Autriche  | Législatives                   | | Alternance. Parlement sans majorité. Le Parti socialiste (SPÖ, gauche) frôle la majorité absolue des sièges, dépassant le Parti populaire (conservateur) au pouvoir. Bruno Kreisky (socialiste) est nommé chancelier et forme un gouvernement minoritaire. C'est le premier gouvernement dirigé par un socialiste depuis 1920, et le premier gouvernement entièrement de gauche dans l'histoire du pays. |
| 1er mars      | Guatemala | Législatives et présidentielle | Les élections de déroulent dans un contexte de violences. L'armée, largement indépendante du gouvernement, réprime et massacre les activistes autochtones, les syndicalistes et intellectuels de gauche, les journalistes indépendants… Avec l'appui de groupes paramilitaires, l'armée provoque de milliers de disparitions forcées. | Alternance. L'Alliance du Parti institutionnel démocratique (droite, à dominante militaire) et du Mouvement de libération nationale (extrême-droite, fasciste, se réclamant « parti de la violence organisée » et associé à l'escadron de la mort Mano Blanca) remporte une majorité absolue des sièges au Congrès, devant le Parti révolutionnaire (centre-gauche) au pouvoir. Pour la présidentielle, le colonel Carlos Arana (MLN) remporte une majorité relative des suffrages populaires, puis est formellement élu président par le Congrès. La défaite du gouvernement de centre-gauche et le retour au pouvoir des militaires d'extrême-droite marque le début d'une douzaine d'années de dictature militaire extrêmement violente. |
| 8 mars        | Salvador  | Législatives                   | Ces élections sont entachées de fraudes à grande échelle. | Le Parti de la conciliation nationale (droite, à dominante militaire) conserve et accroît sa majorité absolue des sièges. |
| 15 et 16 mars | Finlande  | Législatives                   | | Parlement sans majorité. Le Parti social-démocrate conserve la majorité relative, avec un quart des sièges. Ahti Karjalainen (Parti du centre, social-libéral) est nommé premier ministre à la tête d'un gouvernement de coalition de tendance centre-gauche. Il succède à Mauno Koivisto (Parti social-démocrate). |
| 28 mars       | Cameroun  | Présidentielle                 | Le Cameroun à cette date est un État à parti unique. Il y a un seul candidat. | À l'issue d'un vote purement formel, mais avec un taux de participation officiel de 99,4 %, Ahmadou Ahidjo (Union nationale camerounaise, droite) est réélu mécaniquement avec 100 % des voix. |
| 28 mars       | Dahomey   | Présidentielle                 | | Justin Ahomadegbé-Tomêtin est élu avec 36,6 % des voix. Deux des autres candidats (Sourou-Migan Apithy et Hubert Maga) refusent toutefois de concéder leur défaite. Dans un climat de tensions, les trois hommes s'accordent sur la création d'un triumvirat, appelé « Conseil présidentiel ». |

### Avril
| Date     | Pays               | Élections                      | Contexte | Résultats |
| -------- | ------------------ | ------------------------------ | --- | --- |
| 10 avril | Rhodésie           | Législatives                   | Premières élections depuis la déclaration d'indépendance en 1965. De par la nouvelle Constitution, la minorité blanche dispose de cinquante sièges au Parlement, les seize sièges restants revenant à la majorité noire (dont huit députés élus, et huit nommés par les chefs tribaux). La communauté internationale ne reconnaît pas le gouvernement blanc rhodésien comme légitime. Pour les électeurs blancs comme noirs, l'élection se déroule au suffrage censitaire, privant la majorité des noirs du droit de vote. | Le Front rhodésien (droite), au pouvoir, remporte la totalité des cinquante sièges « européens », devançant notamment le Parti centriste (multi-ethnique, progressiste). Le Parti centriste remporte à l'inverse sept des huit sièges alloués aux députés élus par la majorité noire. Ian Smith (Front rhodésien) demeure premier ministre. |
| 19 avril | Colombie           | Législatives et présidentielle | La Colombie à cette date n'est pas une démocratie au sens ordinaire. L'accord de 1957 mettant fin à la guerre civile qui durait depuis 1948 instaure le régime dit du « Front national » : les deux principaux partis (conservateurs et libéraux) obtiennent automatiquement la moitié des sièges chacun au Parlement, et alternent à la présidence de la République. Les autres partis, tels que le Parti communiste, sont exclus de la vie politique du pays. Pour les législatives, les électeurs sont invités à départager les candidats de différentes factions de chacun des deux partis ; pour la présidentielle, ils choisissent entre plusieurs candidats d'un seul et même parti. | Le Parti conservateur et le Parti libéral obtiennent mécaniquement la moitié des sièges chacun au Parlement. En vertu de l'accord, seuls des candidats du Parti conservateur se présentent à l'élection présidentielle, qui est remportée par Misael Pastrana avec 40,7 % des voix.                                                         |
| 20 avril | Sud-Ouest africain | Législatives                   | Seule la minorité blanche a le droit de vote. Le pays demeure une colonie de l'Afrique du Sud, et soumis au régime de l'apartheid. Le 30 janvier, la Résolution 276 du Conseil de sécurité des Nations unies a condamné l'occupation sud-africaine de la Namibie. | Le Parti national (nationalisme afrikaner, extrême-droite) conserve la totalité des sièges. |
| 22 avril | Afrique du Sud     | Législatives                   | Seule la minorité blanche a le droit de vote. C'est le régime de l'apartheid. | Le Parti national (nationalisme afrikaner, extrême-droite), au pouvoir depuis 1948, conserve la majorité absolue des sièges. John Vorster demeure premier ministre. |
| avril    | Gambie             | Référendum                     | La Gambie à cette date est un royaume du Commonwealth. Les citoyens sont invités à se prononcer pour ou contre l'instauration d'une république. | La proposition de république est approuvée par 70,5 % des votants, et est appliquée immédiatement. Le premier ministre Sir Dawda Jawara devient le premier président de la Gambie. |
| avril    | Royaume du Sikkim  | Législatives                   | Le Sikkim à cette date est un protectorat autonome de l'Inde. | Parlement sans majorité. Le Parti national (monarchiste, pro-indépendance) obtient une majorité relative des sièges. |

### Mai
| Date   | Pays                   | Élections                      | Contexte | Résultats |
| ------ | ---------------------- | ------------------------------ | --- | --- |
| 16 mai | République dominicaine | Législatives et présidentielle | Le pays à cette date est une dictature. L'élection du président Juan Bosch (gauche) en 1963 avait été annulée par un coup d'État militaire, aboutissant à une guerre civile, puis à une période d'occupation de la République dominicaine par les États-Unis afin d'instaurer un gouvernement anti-communiste. De 1965 à 1974, une dictature de droite se maintient au pouvoir par la violence. | Le Parti réformiste (droite) conserve la majorité absolue des sièges au Congrès. Joaquín Balaguer (Parti réformiste) est réélu président avec 57,2 % des voix.                                                               |
| 27 mai | Ceylan                 | Législatives                   | | Alternance. Le Parti pour la liberté du Sri Lanka (socialiste) remporte une majorité absolue des sièges, devant le Parti pour une société lankaise égalitaire (trotskiste). Sirimavo Bandaranaike devient première ministre. |

### Juin
| Date    | Pays             | Élections    | Contexte | Résultats |
| ------- | ---------------- | ------------ | --- | --- |
| 7 juin  | Cameroun         | Législatives | Le Cameroun à cette date est un État à parti unique. Les autorités présentent autant de candidats qu'il y a de sièges à pourvoir, et aucun candidat d'opposition n'est autorisé. | À l'issue d'un vote purement formel, mais avec un taux de participation officiel de 94,8 %, l'Union nationale camerounaise (droite) remporte mécaniquement tous les sièges.                              |
| 14 juin | Haute-Volta      | Référendum   | Les citoyens sont invités à se prononcer pour ou contre la proposition de nouvelle Constitution. Celle-ci vise à restaurer une démocratie multipartite, après quatre ans de régime militaire. La Constitution prévoit néanmoins un régime présidentiel fort, et permet à Sangoulé Lamizana, auteur du coup d'État de 1965, de rester au pouvoir jusqu'en 1974. | La proposition est approuvée par 98,6 % des votants. En conséquence, des élections législatives ont lieu en décembre.                                                                                    |
| 14 juin | Union soviétique | Législatives | L'URSS est un État à parti unique. Les autorités présentent un seul candidat pour chaque siège. Les citoyens sont invités à voter pour ou contre le candidat proposé. | Les candidats sont élus, avec un taux d'approbation général de 99,7 %. Le Parti communiste obtient 72 % des sièges, les autres étant alloués à des candidats sans étiquette mais approuvés par le parti. |
| 18 juin | Royaume-Uni      | Législatives | | Alternance. Le Parti conservateur remporte la majorité absolue des sièges, devançant le Parti travailliste (centre-gauche) au pouvoir. Edward Heath devient premier ministre.                            |

### Juillet
| Date       | Pays    | Élections                      | Contexte | Résultats |
| ---------- | ------- | ------------------------------ | --- | --- |
| 5 juillet  | Chypre  | Législatives                   | | Parlement sans majorité. Le parti Eniaion (centre-droit) obtient une majorité relative des sièges, bien que le Parti progressiste des travailleurs (communiste) ait obtenu davantage de voix.                         |
| 5 juillet  | Mexique | Législatives et présidentielle | Les élections se déroulent durant la période de la « Guerre sale » : face aux protestations étudiantes réclamant davantage de démocratie et de justice sociale, l'armée commet enlèvements, meurtres, actes de torture et disparitions forcées. Le scrutin a lieu deux ans après le massacre de Tlatelolco. | Le Parti révolutionnaire institutionnel (centriste) conserve la majorité absolue des sièges à la Chambre des députés, et la totalité des sièges au Sénat. Luis Echeverría (PRI) est élu président avec 86 % des voix. |
| 24 juillet | Maroc   | Référendum                     | Les citoyens sont invités à approuver ou non la nouvelle Constitution. Elle vise à restaurer un parlement, après cinq ans de « régime d'exception » et de pouvoir absolu du roi Hassan II. | La Constitution est approuvée par 98,8 % des votants. En conséquence, des élections législatives ont lieu au mois d'août.                                                                                             |

### Août
| Date    | Pays                                     | Élections    | Contexte | Résultats |
| ------- | ---------------------------------------- | ------------ | --- | --- |
| 21 août | Maroc                                    | Législatives | Les élections font suite à l'adoption d'une nouvelle Constitution. Seuls 90 des 240 députés sont élus par l'ensemble du peuple ; les autres sont élus au suffrage indirect, ou bien par des collèges socio-professionnels. | La plupart des élus sont sans étiquette. Le Mouvement populaire, seul parti à remporter un nombre de sièges conséquent, dispose d'un quart des sièges. Ahmed Laraki (Parti de l'indépendance, conservateur) demeure premier ministre. |
| 30 août | République du Viêt Nam (Viêt Nam du Sud) | Législatives | Élection du Sénat. Les élections se déroulent durant la guerre du Viêt Nam. Le Viêt Nam du Sud, soutenu par les États-Unis, est une dictature dirigée par le général Nguyễn Văn Thiệu. Le système électoral prévoit que les trois listes de candidats arrivées en tête au niveau national obtiennent un tiers des sièges chacun, toutes les autres listes n'en obtenant aucun. | Les listes dénommées « le Peuple », « le Soleil » et « Bien public et justice sociale » obtiennent un tiers des sièges chacune. |

### Septembre
| Date         | Pays          | Élections      | Contexte | Résultats |
| ------------ | ------------- | -------------- | --- | --- |
| 4 septembre  | Chili         | Présidentielle | | Alternance. Salvador Allende (Parti socialiste, gauche) arrive en tête du vote populaire, puis est formellement élu président par le Congrès, devant le candidat conservateur Jorge Alessandri.                                       |
| 6 septembre  | Madagascar    | Législatives   | | Le Parti social-démocrate conserve la quasi-totalité des sièges, devant le Parti du congrès de l'indépendance (communiste). |
| 20 septembre | RPS d'Albanie | Législatives   | L'Albanie à cette date est un État à parti unique. Les autorités présentent un seul candidat par circonscription, et il n'y a pas de candidats d'opposition. | Le Front démocratique, qui regroupe les organisations de masse affiliées au Parti du travail (hoxhaïste, anti-révisionniste, stalinien) conserve mécaniquement la totalité des sièges. Le taux de participation annoncé est de 100 %. |
| 20 septembre | Suède         | Législatives   | | Parlement sans majorité. Les Sociaux-démocrates (gauche) conservent une majorité relative des sièges ; Olof Palme demeure premier ministre.                                                                                           |

### Octobre
| Date        | Pays      | Élections                      | Contexte | Résultats |
| ----------- | --------- | ------------------------------ | --- | --- |
| 1er octobre | Niger     | Présidentielle                 | Le Niger à cette date est un État à parti unique. Il y a un seul candidat : le président en exercice. | Hamani Diori (Parti progressiste nigérien) est réélu mécaniquement avec 100 % des voix.                                                                                            |
| 15 octobre  | Égypte    | Présidentielle                 | L'élection fait suite à la mort du président Gamal Abdel Nasser. Elle prend la forme d'un plébiscite pour son successeur désigné, unique candidat. | Anouar el-Sadate (Union socialiste arabe) est élu avec 90 % de suffrages favorables. Sous sa présidence, l'Égypte entame une transition vers une démocratie multipartite.          |
| 22 octobre  | Niger     | Législatives                   | Le Niger à cette date est un État à parti unique. Seul le parti au pouvoir présente des candidats. | Le Parti progressiste nigérien remporte mécaniquement la totalité des sièges au Parlement.                                                                                         |
| 26 octobre  | Dominique | Législatives                   | À cette date, la Dominique est un « État associé » au Royaume-Uni, pleinement autonome sur le plan de la politique intérieure. | Le Parti travailliste conserve une majorité absolue des sièges. Edward Oliver LeBlanc demeure premier ministre.                                                                    |
| 30 octobre  | Tanzanie  | Législatives et présidentielle | La Tanzanie à cette date est un État à parti unique. Plus précisément, deux partis alliés existent : l'Union nationale africaine (socialisme africain) pour la partie continentale du pays, et le Parti Afro-Shirazi (marxisme-léninisme) pour l'île de Zanzibar. Pour les législatives, les autorités proposent deux candidats, du même parti, dans chaque circonscription ; les citoyens sont invités à élire l'un des deux. Pour la présidentielle, les électeurs votent pour ou contre l'unique candidat. | Le président Julius Nyerere (Union nationale africaine) est réélu avec 96,7 % de suffrages favorables. Le gouvernement conserve mécaniquement la totalité des sièges au Parlement. |

### Novembre
| Date         | Pays                         | Élections                      | Contexte | Résultats |
| ------------ | ---------------------------- | ------------------------------ | --- | --- |
| 1er novembre | République du Congo-Kinshasa | Présidentielle                 | La RDC à cette date est une dictature militaire, Joseph Mobutu ayant pris le pouvoir par un coup d'État en 1965. L'élection est un plébiscite : les électeurs sont invités à voter pour ou contre son maintien au pouvoir. | D'après les chiffres officiels, seules 157 personnes (0,002 % des votants) votent « non ». Joseph Mobutu (Mouvement populaire de la Révolution) est réélu officiellement avec 100 % des voix - en pratique, 100,3 %, le nombre de suffrages exprimés étant supérieur au nombre d'électeurs inscrits. |
| 3 novembre   | États-Unis                   | Législatives                   | | Le Parti démocrate (centre-gauche) conserve sa majorité absolue des sièges aux deux chambres, privant le président Richard Nixon (Parti républicain, droite) du soutien du Congrès. |
| 15 novembre  | Brésil                       | Législatives                   | Le Brésil à cette date est une dictature militaire, où l'armée, appuyée par des escadrons de la mort, se maintient au pouvoir par la violence et la peur, les arrestations arbitraires, la torture et les disparitions forcées. Ce sont les « années de plomb ». En principe, un parti d'opposition (le Mouvement démocratique du Brésil) est autorisé ; en pratique, le Brésil fonctionne comme un État à parti unique, la notion d'alternance n'étant pas admise par l'armée. | L'Alliance rénovatrice nationale (extrême-droite, anti-communisme, parti du régime militaire) conserve la majorité absolue des sièges aux deux chambres. |
| 15 novembre  | République du Congo-Kinshasa | Législatives                   | La RDC à cette date est une dictature militaire et un État à parti unique. Les électeurs sont invités à voter pour ou contre les candidats sélectionnés par les autorités. | Le Mouvement populaire de la Révolution (dont la seule fonction est de soutenir le président Joseph Mobutu) remporte la totalité des sièges, avec officiellement un taux d'approbation d'ensemble de 99,1 %.                                                                                         |
| 21 novembre  | Australie                    | Législatives                   | Renouvellement partiel du Sénat. | Sénat sans majorité. La Coalition, union de partis de centre-droit au pouvoir, perd sa majorité absolue des sièges, se retrouvant à égalité avec le Parti travailliste (centre-gauche). |
| 29 novembre  | Côte d'Ivoire                | Législatives et présidentielle | La Côte d'Ivoire à cette date est un État à parti unique. Les autorités présentent autant de candidats qu'il y a de sièges à pourvoir au Parlement, et un seul candidat pour l'élection présidentielle. | Félix Houphouët-Boigny est réélu mécaniquement président avec 100 % des voix, tandis que son Parti démocratique de Côte d'Ivoire (conservateur) remporte tout aussi mécaniquement la totalité des sièges au Parlement.                                                                               |
| novembre     | Seychelles                   | Législatives                   | | Le Parti démocratique conserve la majorité absolue des sièges. |

### Décembre
| Date        | Pays        | Élections    | Contexte                                                                                         | Résultats |
| ----------- | ----------- | ------------ | ------------------------------------------------------------------------------------------------ | --- |
| 7 décembre  | Pakistan    | Législatives | Premières élections législatives au suffrage direct depuis l'indépendance du pays en 1947.       | Alternance. La Ligue Awami (socialiste) remporte une majorité absolue des sièges. Ses bons résultats proviennent principalement du Pakistan oriental, tandis qu'au Pakistan occidental c'est le Parti du peuple pakistanais (PPP, socialiste) qui arrive en tête. La Ligue musulmane (conservatrice), au pouvoir jusque-là, est balayée. Le PPP boycotte l'Assemblée dirigée par la Ligue Awami, refusant de reconnaître sa légitimité à gouverner l'ensemble du Pakistan. Sheikh Mujibur Rahman, chef de la Ligue Awami, en vient à proclamer l'indépendance du Pakistan oriental, qui devient le Bangladesh avec l'aide militaire de l'Inde. C'est la troisième guerre indo-pakistanaise. |
| 20 décembre | Haute-Volta | Législatives | Les élections font suite à la restauration de la démocratie multipartite par référendum en 1969. | L'Union démocratique voltaïque, ancien parti unique, conserve une majorité absolue des sièges à l'Assemblée nationale. Gérard Ouédraogo est nommé premier ministre. |